# Simone Hanselmann
Simone Hanselmann est une actrice allemande née le 6 décembre 1979 à Mülheim an der Ruhr. Elle a joué dans les séries télévisées Les Allumeuses et Lasko, le protecteur.

## Filmographie

### Cinéma et téléfilms
- 2000 : Flashback – Mörderische Ferien
- 2001 : Zwei Engel auf Streife (TV)
- 2003 : Rosamunde Pilcher – Flammen der Liebe (TV)
- 2004 : Hai-Alarm auf Mallorca (TV)
- 2007 : Free Rainer – Dein Fernseher lügt v
- 2008 : Das Traumhotel – China (TV)
- 2008 : Le Cœur chocolat (Herz aus Schokolade) (TV)
- 2009 : Traum aus Schokolade (TV)
- 2010 : Groupies bleiben nicht zum Frühstück
- 2011 : Utta Danella – Liebe mit Lachfalten (TV)
- 2011 : Ma nounou brésilienne (Glück auf Brasilianisch) (TV)
- 2012 : Das Geheimnis der Villa Sabrini (TV)
- 2012 : Die Nonne und der Kommissar – Verflucht (TV)

### Séries télévisées
- 1998–1999 : Au rythme de la vie (Gute Zeiten, schlechte Zeiten)
- 2002 : Les Allumeuses (Schulmädchen)
- 2003 : Berlin, Berlin
- 2004 : Unser Charly
- 2004 : SOKO Kitzbühel
- 2004/2009 : In aller Freundschaft
- 2002–2005 : Schulmädchen
- 2005-2007  : Sex and More (Alles außer Sex)
- 2005  : Anges de choc (Wilde Engel)
- 2006–2007 : Tierärztin Dr. Mertens
- 2007 : Kommissar Stolberg
- 2007 : SOKO Wismar
- 2008 : Alerte Cobra
- 2008 : Lasko, le protecteur (Lasko – Die Faust Gottes)
- 2010 : Countdown – Die Jagd beginnt
- 2011 : Brigade du crime (SOKO Leipzig)
- 2011 : Heiter bis tödlich: Nordisch herb
- 2013 : Die Bergretter